# راوات (إب)
راوات هي إحدى قرى الجمهورية اليمنية. تتبع جغرافيا لمحافظة إب وإداريًا لمديرية مذيخرة. يبلغ تعداد سكانها 4342 نسمة حسب الإحصاء الذي أجري عام 2004.